# Cliniodes paradisalis
Cliniodes paradisalis là một loài bướm đêm trong họ Crambidae.